# Riu Yukon
|  | Per a altres significats, vegeu «Yukon». |

El riu Yukon (Gwich'in: Ųųg Han o Yuk Han, Yup'ik: Kuigpak, Inupiaq: Kuukpak, Deg Xinag: Yeqin, Hän: Tth'echù o Chuu k'onn, Tutchone meridional: Chu Nìikwän) és un important riu del nord-oest d’Amèrica del Nord.
Des del seu naixement a la Colúmbia Britànica (Canadà), flueix a través del territori canadenc de Yukon (que porta el nom del riu) i més tard continua cap a l'oest a través de l'estat d'Alaska als Estats Units. El riu té una longitud de 3.190 quilòmetres i desemboca al mar de Bering al delta del Yukon-Kuskokwim. El cabal mitjà és de 6.400-7.000 m3/s. La superfície total de la seva conca és de 833.000 km², dels quals 323.800 km² es troben al Canadà.

## Nom
El nom Yukon, o ųųg han, és una contracció de les paraules de la frase gwich'in chųų gąįį han, que significa riu d'aigües blanques i es refereix al "color pàl·lid" de l'escorrentia glacial al riu Yukon. La contracció és Ųųg Han, si la /ųų/ roman nasalitzada, o Yuk Han, si no hi ha nasalització vocal. A la dècada de 1840, diferents tribus tenien opinions diferents sobre el significat literal de Yukon. L'any 1843, els holikachuk havien dit a la Companyia Russo-Americana que el seu nom per al riu era Yukkhana i que aquest nom significava gran riu. No obstant això, Yukkhana no correspon literalment a una frase de la llengua holikachuk que significa riu gran. Llavors, dos anys més tard, els kutchins van dir a la Companyia de la Badia de Hudson que el seu nom per al riu era Yukon i que el nom significava riu d'aigües blanques. White water river de fet correspon a paraules gwich'in que es poden escurçar per formar Yukon. Com que els holikachuks havien estat negociant regularment tant amb els gwich'ins com amb els yup'iks, els holikachuks estaven en condicions de manllevar la contracció dels kutchins i de combinar el seu significat amb el significat de Kuig-pak [riu- big], que és el nom Yup'ik del mateix riu. Per aquest motiu, l'evidència documental suggereix que els holikachuk havien manllevat la contracció Ųųg Han [Riu d'Aigua Blanca] de Gwich'in, i van suposar erròniament que aquesta contracció tenia el mateix significat literal que el corresponent nom Yup'ik Kuig-pak [Riu gran].

## Geografia
El riu neix a la Colúmbia Britànica, per tot seguit endinsar-se al territori canadenc del Yukon, al qual dona nom. Després de travessar-lo entra a Alaska, Estats Units, per desguassar al mar de Bering després de 3.185 km de recorregut. La seva conca hidrogràfica és de 847.600 km².
A la desembocadura el riu forma un delta en forma de ventall quasi semicircular, amb un braç major i d'altres de menors. En aquest delta hi ha un parc natural. L'amplada de la llera del riu és força variable, entre un quilòmetre i més de tres durant els darrers 1.000 km del seu curs.
Els vaixells amb poc calat poden arribar fins a Whitehorse.

## Història
Via natural d'accés a una regió poc hospitalària, el Yukon fou explorat des de 1831 pels comerciants de pells russos. Va ser un dels principals mitjans de transport durant la febre de l’or de Klondike de 1896–1903, ja que els buscadors el remuntaren des del mar per arribar fins al riu Klondike i Dawson City, ja en territori canadenc.
Les barques fluvials amb roda de pales van continuar recorrent el riu fins a la dècada de 1950, quan es va acabar la carretera Klondike. Després de la compra d'Alaska pels Estats Units el 1867, l'Alaska Commercial Company va adquirir els actius de la Companyia Russo-Americana i va construir diversos emplaçaments al riu Yukon.

## Principals afluents
Els principals afluents són:

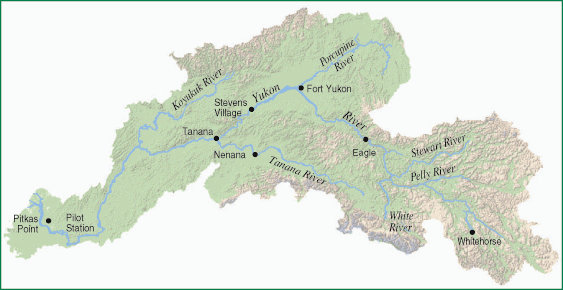
Mapa de la conca del Yukon.

- riu Teslin, amb una llargada de 393 km i una conca de 35.500 km²;
- riu Pelly, amb una llargada de 608 km i una conca de 51.000 km²;
- riu Stewart, amb una llargada de 644 km i una conca de 51.000 km²;
- riu Klondike, amb una llargada de 160 km i una conca de 8.000 km²;
- riu White; amb una llargada de 265 km i una conca de 50.500 km²;
- riu Porcupine, amb una llargada de 721 km i una conca de 117.900 km²;
- riu Tanana, amb una llargada de 1.060 km i una conca de 114.000 km²;
- riu Koyukuk, amb una llargada de 805 km;
- riu Innoko, amb una llargada de 725 km;
- riu Nowitna, amb una llargada de 455 km;

## Hidrologia

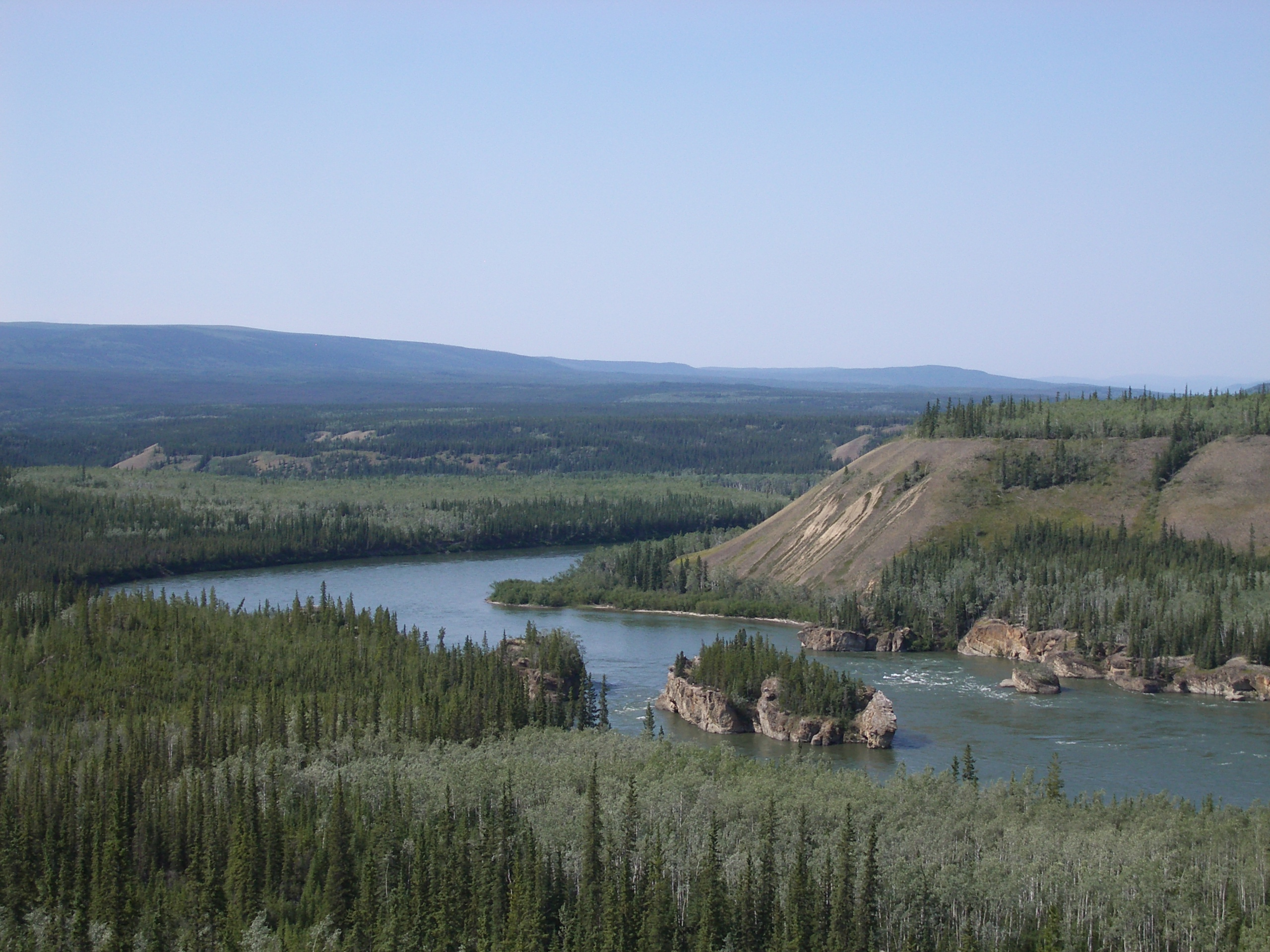
El riu Yukon

El cabal internanual del Yukon és de 2.160 m³/s a Dawson City per una superfície de la conca de 264. 000 km², de 3.378 m³/s a Stevens Village per una superfície de la conca de 508.417 km² i de 6.347 m³/s a Pilot Station a sols 225 km de la desembocadura, per una superfície de la conca de 831.390 km². El riu presente un període d'aigües altes de maig a setembre, amb un màxim al juny, en el moment de la fossa de les neus i un període d'estiatge de desembre a abril.
Cabal mensual (en m³/s) mesurat a l'estació hidrològica de Pilot Station -dades calculades pel període 1975-1993

## Parcs Naturals
El riu passa per diferents parcs naturals i zones protegides:
- Innoko National Wildlife Refuge
- Nowitna National Wildlife Refuge
- Reserva Nacional dels Rius Yukon-Charley
- Yukon Delta National Wildlife Refuge
- Yukon Flats National Wildlife Refuge

## Ponts
Malgrat la seva llargada sols quatre ponts travessen el riu:
- El pont de Lewes, al nord del llac Marsh, a l'autopista d’Alaska;[22]

- El pont Robert Campbell, que connecta el suburbi de Riverdale, a Whitehorse, amb el centre de la ciutat,[23]

- El pont a Carmacks, a la carretera Klondike; i[24]

- El pont al nord de Fairbanks, a la carretera Dalton.[25]

Un transbordador de cotxes creua el riu a la ciutat de Dawson a l'estiu; es substitueix per un pont de gel sobre el riu gelat durant l’hivern. Els plans per construir un pont permanent es van anunciar el març del 2004, tot i que actualment estan en suspens perquè les ofertes rebudes eren molt superiors al pressupost.
També hi ha dos ponts per a vianants a Whitehorse, així com una presa a través del riu i una central hidroelèctrica. La construcció de la presa va inundar els ràpids White Horse, que van donar nom a la ciutat, i van crear el llac Schwatka.